# Dignomus kroliki
Dignomus kroliki is een keversoort uit de familie klopkevers (Ptinidae). De wetenschappelijke naam van de soort werd in 2002 gepubliceerd door Borowski.